# Paraskenion
Paraskenion – w teatrze greckim epoki klasycznej boczne, wysunięte do przodu, skrzydło skene, obejmujące proskenion. W epoce hellenistycznej paraskenia zostały cofnięte do linii skene, aby stworzyć miejsce, potrzebne na coraz większy proskenion.